# Alois Wolfmüller

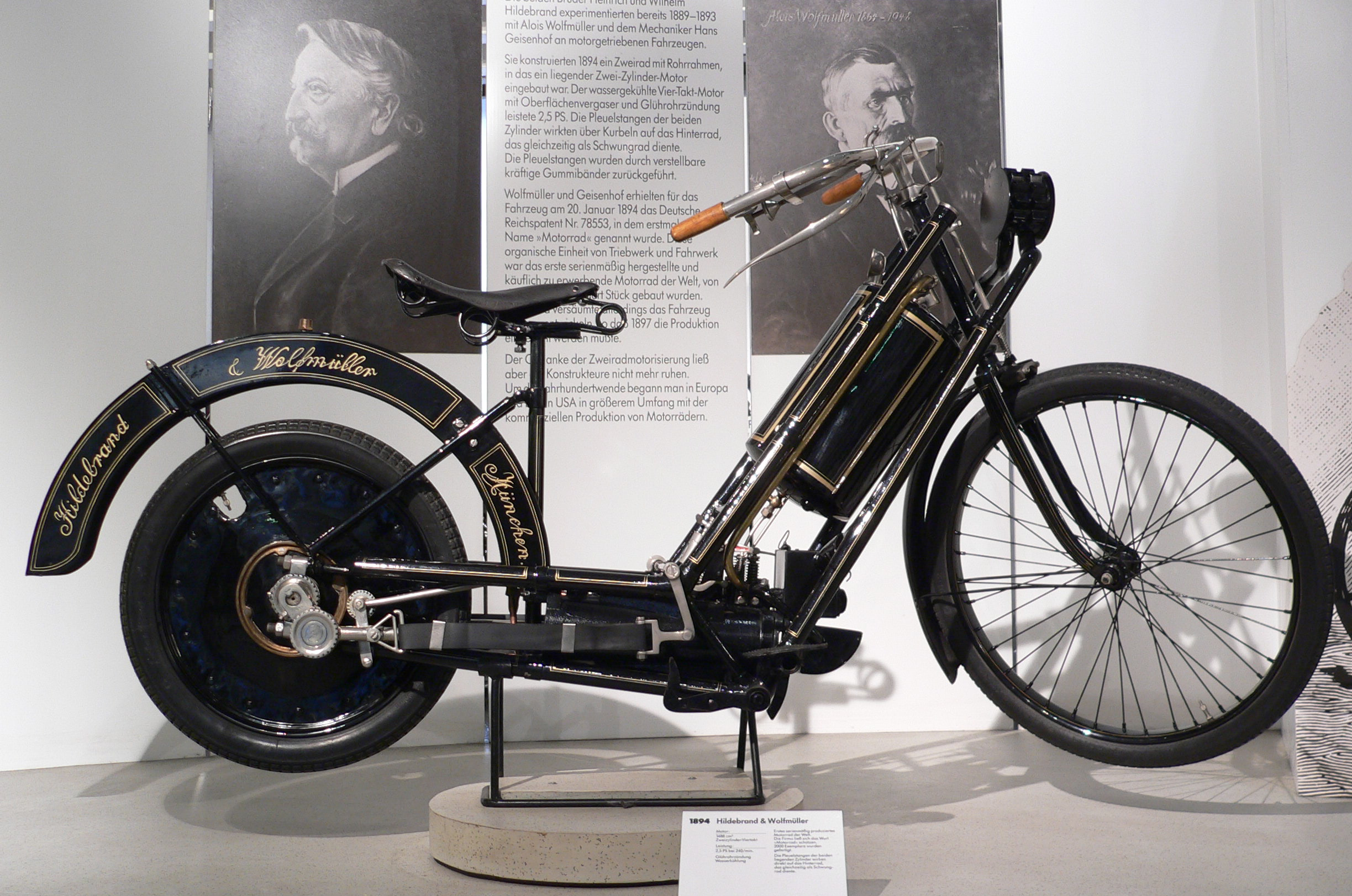
„Hildebrand & Wolfmüller“ z roku 1894 vystavený v Neckarsulmu

Alois Wolfmüller (24. dubna 1864, Landsberg am Lech – 3. října 1948, Oberstdorf) byl německý vynálezce, konstruktér a průkopník letectví.
Alois Wolfmüller je znám jako konstruktér prvního sériově vyráběného motocyklu, od roku 1894 prodávaného pod značkou Hildebrand & Wolfmüller, je tak zapsán i v Guinnessově knize rekordů.
Už v mládí Wolfmüller experimentoval s létajícími modely a draky i kluzáky, které měly umožnit člověku létat. Pracoval mimo jiné v továrnách Dürkopp Nikolause Dürkoppa v Bielefeldu a u Karla Benze v Mannheimu.
Po finančním krachu podnikání s výrobou motocyklů v roce 1897 se opět naplno začal věnovat letectví. Se svým současníkem Otto Lilienthalem si pravidelně korespondoval ohledně vlastností a konstrukce letounů a křídel a vylepšení jejich výkonů a manévrovatelnosti. Od něj také už v roce 1894 zakoupil kluzák Normalsegelapparat, druhý vyrobený z 11 kusů.
Vynálezy Aloise Wolfmüllera jsou mimo jiné vystaveny v leteckém technickém muzeu ve Schleißheimu, expozici Deutsches Museum v Mnichově; motocykly jsou v muzeu v Neckarsulmu.
Prvním motocyklem v Čechách byl právě stroj Hildebrand & Wolfmüller. Zakoupil jej Artur Kraus z Pardubic v roce 1895. Dnes je tento motocykl vystaven v expozici motocyklů v Národním technickém muzeu v Praze.